# Nicolaj Bo Larsen
Nicolaj Bo Larsen (født 10. november 1971) er en dansk, tidligere professionel cykelrytter.
Han hentede i 1996 en etapesejr i etapeløbet Giro d'Italia. Han har derudover også deltaget flere gange i de to andre store 3-ugers etapeløb: Tour de France og Vuelta a Espana.
Han startede sin professionelle karriere på det italienske Amore & Vita i 1996-1997, og kørte sidenhen for hollandske TVM (1998) og home–Jack & Jones (1999) og dets senere inkarnationer MemoryCard–Jack & Jones (2000) og CSC–Tiscali (2001).
Han vandt det danske mesterskab i linjeløb i 1997 og 1999 samt Fyn Rundt i 1999 og 2001.
Nicolaj Bo Larsen indstillede karrieren i 2002 efter ikke at have mødt til en dopingkontrol efter et cykelløb på dansk grund.
Endvidere er han den første danske landevejsrytter, der er testet med en  hæmatokritværdi på over 50%.
Nicolaj Bo Larsen arbejdede i 2019 i  Københavns Politis Narkosektion som politiassistent..